# Prima selezione di successi napoletani
Prima selezione di successi napoletani  è il primo album del cantante Teddy Reno, pubblicato nel 1954 dalla CGD.

## Tracce
Lato A
1. 'Na voce 'na chitarra e o poco 'e luna (C. A. Rossi, Calise)
2. Te voglio bene (tanto, tanto) (Renato Rascel)
3. Core malato (Radicchi)
4. Aggio perduto 'o suonno (Natili, Redi)

Lato B
1. Statte vicino a 'mme (Delle Grotte, Ciervo, Baratta)
2. Scapricciatiello (F. Albano, Vento)
3. Accarezzame (Calvi, Nisa)
4. Sei corde e. . . 'na voce (Esposito, Starita)